# Zatoka (województwo małopolskie)
Zatoka – wieś w Polsce położona w województwie małopolskim, w powiecie bocheńskim, w gminie Bochnia. W miejscowości tej znajduje się świetlica wiejska oraz stadnina koni.
| SIMC    | Nazwa | Rodzaj    |
| ------- | ----- | --------- |
| 0813045 | Wola  | część wsi |

W latach 1975–1998 miejscowość administracyjnie należała do województwa tarnowskiego.